# Simon Gabbema
Simon Gabbema (né Simon Abbes Gabbema en octobre 1628 et mort en juin 1688) est un professeur d’histoire et de lettres frison du XVIIe siècle, ami du poète Gysbert Japicx et, comme lui, promoteur de la langue frisonne occidentale. 

## Biographie
Simon Gabbema naît à Leeuwarden, capitale de la Frise, en 1628. 
Il fait des études de droit et de lettres et brille particulièrement dans le domaine des humanités. Il devient l'historien officiel de la province de Frise en 1659. Dans cette fonction, il ne se contente pas de collecter des documents mais il les recherche activement, par exemple des lettres de Viglius van Aytta au Frison Joachim Hoppers (ou Hopperus) – deux jurisconsultes très actifs au service de Philippe II d’Espagne, et impliqués dans la création de l'université de Douai.
Bien qu’il ait écrit en néerlandais, il est très intéressé par le développement de la langue frisonne occidentale. Il soutient et stimule le poète Gysbert Japicx dans son effort pour faire du frison occidental une langue littéraire. En 1667, un an après la mort de ce dernier, c’est Simon Gabbema qui publie les œuvres complètes du poète sous le titre Fryske rymlarje. La correspondance entre les deux hommes a également été publiée.
Il décède à Leeuwarden en 1688.

## Œuvres
- Histoire de la ville de Leeuwarden (Verhaal van de stad Leeuwarden) (1703[réf. nécessaire])
- Biographies de Saint Willibrord, Saint Boniface et Saint Albéric (Leevensbeschrijvingen van Sint Willebrord, Sint Bonifaas, Sint Aalberyk) (1703[réf. nécessaire])
- Les inondations aux Pays-Bas (Nederlandse watervloeden) (1703[réf. nécessaire])